# Rhypholophus arapaho
Rhypholophus arapaho là một loài ruồi trong họ Limoniidae. Chúng phân bố ở miền Tân bắc.